# Малый Авняр
Малый Авняр — река в России, протекает по территории
Белорецкого района Башкортостана.

## География и гидрология
Устье реки находится в 8,4 км от устья Большого Авняра по правому берегу, у села Николаевка. Длина реки составляет 15 км.
В реку впадают притоки — Крутой Ключ и Сухой Ключ.

## Данные водного реестра
По данным государственного водного реестра России относится к Камскому бассейновому округу, водохозяйственный участок реки — Белая от истока до водомерного поста Арский Камень, речной подбассейн реки — Белая. Речной бассейн реки — Кама.
Код объекта в государственном водном реестре — 10010200112111100016793.